# グリズリー巡航戦車
グリズリー巡航戦車（Grizzly I cruiser tank）は、第二次世界大戦時にカナダで生産されたM4A1シャーマン戦車の改良派生型である。
通常のM4A1との最大の相違点は、起動輪および履帯がCanadian Dry Pin, CDPと呼ばれる全鋼製、シングルピン型の独自の物に換装されている事である。

## 概要
第二次世界大戦の前半、カナダのモントリオール・ロコモティブ社ではアメリカ製のM3中戦車の改良型であるラム巡航戦車の開発、生産を行っていた。大戦中盤になって、アメリカ国内でのM4中戦車の生産数が増加した事に伴いラム巡航戦車の存在意義が薄れ、またM4との部品や構造の共通化・互換性が要求されるようになり、1943年7月にはラム巡航戦車の生産は中止された。こういった事を背景として、1943年8月よりモントリオール・ロコモティブ社は、M4中戦車の独自派生型としてグリズリー巡航戦車の生産を開始した。
グリズリー巡航戦車の特徴である Canadian Dry Pin, CDPと呼ばれる全鋼製のシングルピン式履帯はラム巡航戦車の生産後期に開発されたもので、アメリカ製の通常のM4中戦車用の履帯に比べ、重量が半分程度に軽減されていた。これにより履帯をCDPに交換するだけで戦車全体の重量が軽減され、機動性が増すという長所があった。また構造自体がシンプルで、コストも低かった。
独自改修を加えられ生産の始まったグリズリー巡航戦車であったが、この当時既にアメリカ国内でのM4中戦車の生産数が十分な量に達していた事などからグリズリー巡航戦車は188両を生産したところで早期に打ち切られる事になり、モントリオール・ロコモティブ社は代わりにセクストン自走砲を生産する事になった。
セクストン自走砲はイギリス製のQF 25ポンド砲を搭載した自走砲で、セクストンMk.Iは既存のラム巡航戦車の車台を使用して製造され、セクストンMk.IIは新造されたグリズリー巡航戦車の車台を用いて製造された。
こういった経緯もあり、グリズリー巡航戦車が大戦中に実戦に投入される事は無かったが、CDP履帯を装着したセクストンMk.IIは実戦で使用される事となった。一部のグリズリー巡航戦車にはオードナンス QF 17ポンド砲が搭載され訓練用に使用されたが、こちらも実戦には投入されていない。
また、グリズリー巡航戦車の車体を用いたスキンク対空戦車が1944年に試作されたが、こちらも量産には至らなかった。
第二次大戦後、余剰化したグリズリー巡航戦車およびセクストン自走砲はポルトガルに売却され、ポルトガル軍に1980年代まで配備されていた。

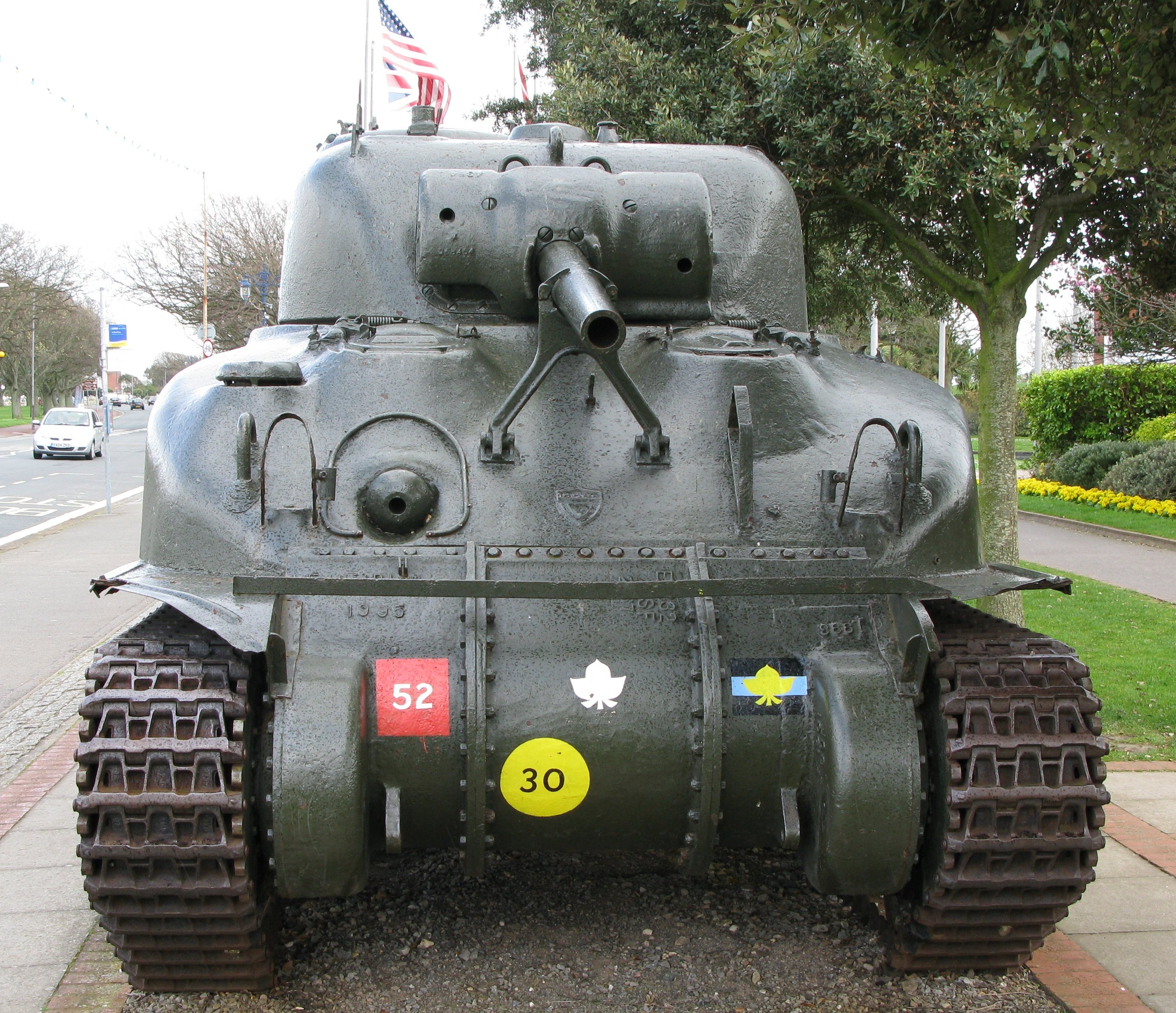
前方から見たグリズリー巡航戦車。CDP履帯以外はM4A1前期型とほぼ同じである。
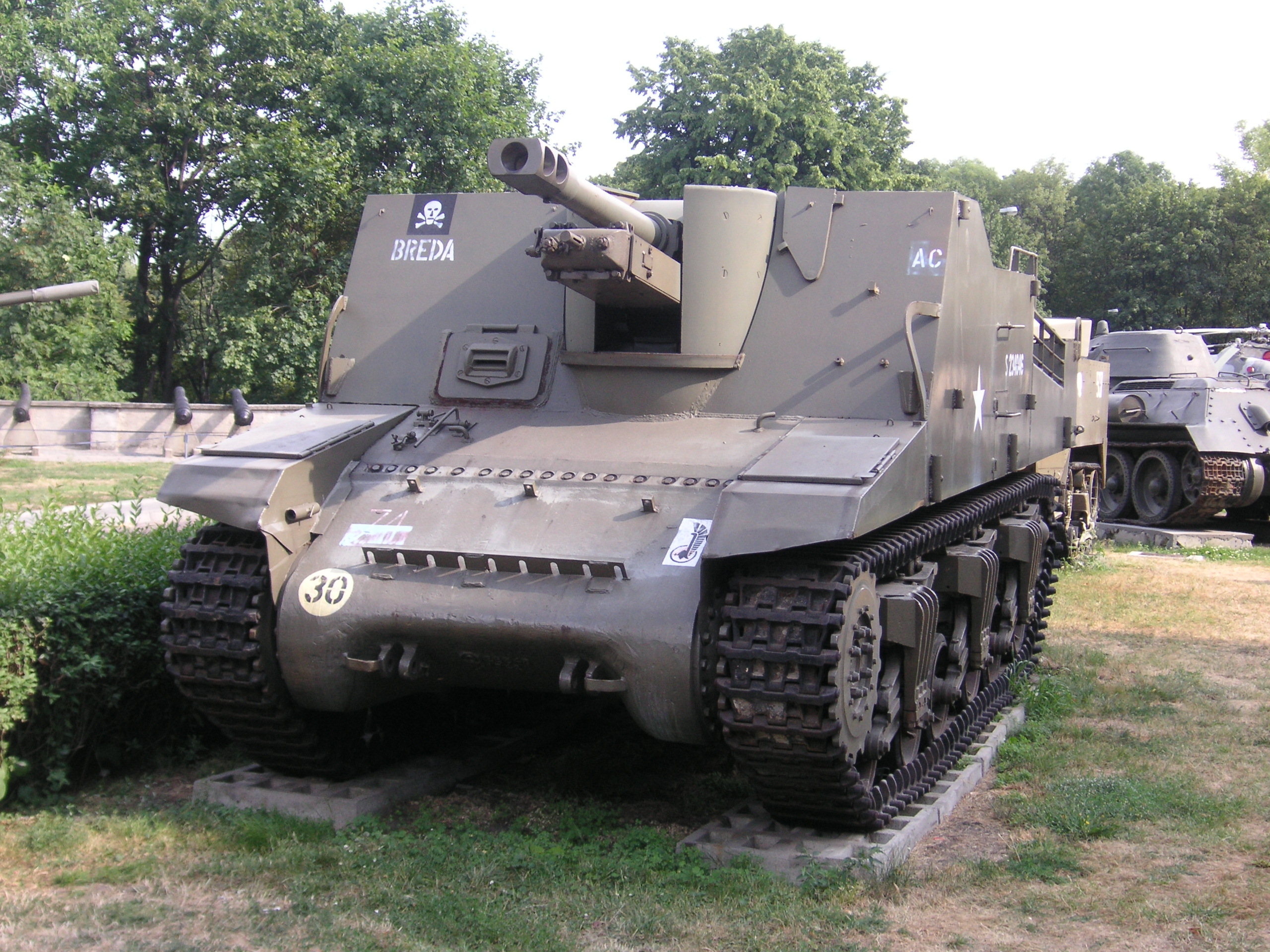
グリズリー巡航戦車の車台を利用して生産されたセクストンMk.II自走砲。CDP履帯を装備している。